# کویانلی
کویانلی (به لاتین: Kuyanly) یک منطقهٔ مسکونی در روسیه است که در استان آستراخان واقع شده‌است.